# Ernst Strnad
Ernst Strnad (* 5. Juli 1928 in Nixdorf, Sudetenland; † 19. Februar 2011 in Bernau bei Berlin) war ein deutscher Etruskologe, Übersetzer, Philologe und Sachbuchautor und lehrte als Dozent an der Humboldt-Universität zu Berlin. Er zählt zu den Wissenschaftlern, die zum Verständnis der etruskischen Sprache beigetragen haben.

## Leben
Ernst Strnad wurde am 5. Juli 1928 in Nixdorf als Sohn von Joseph (1889–1967) und Paulina (geb. Schamal) Strnad geboren. Sein Vater war Stahlarbeiter und aktiv für die Kommunistische Partei im Stadtrat von Nixdorf tätig. Joseph  Strnad war Überlebender der Konzentrationslager Dachau und Buchenwald. Im Alter von 18 Jahren, im Jahr 1946, wurde Ernst Strnad mit seinen Eltern und seinem älteren Bruder Erich (* 25. November 1924 in Nixdorf; † 31. Juli 1994 in Zepernick bei Berlin) in die Sowjetische Besatzungszone umgesiedelt.

## Werdegang

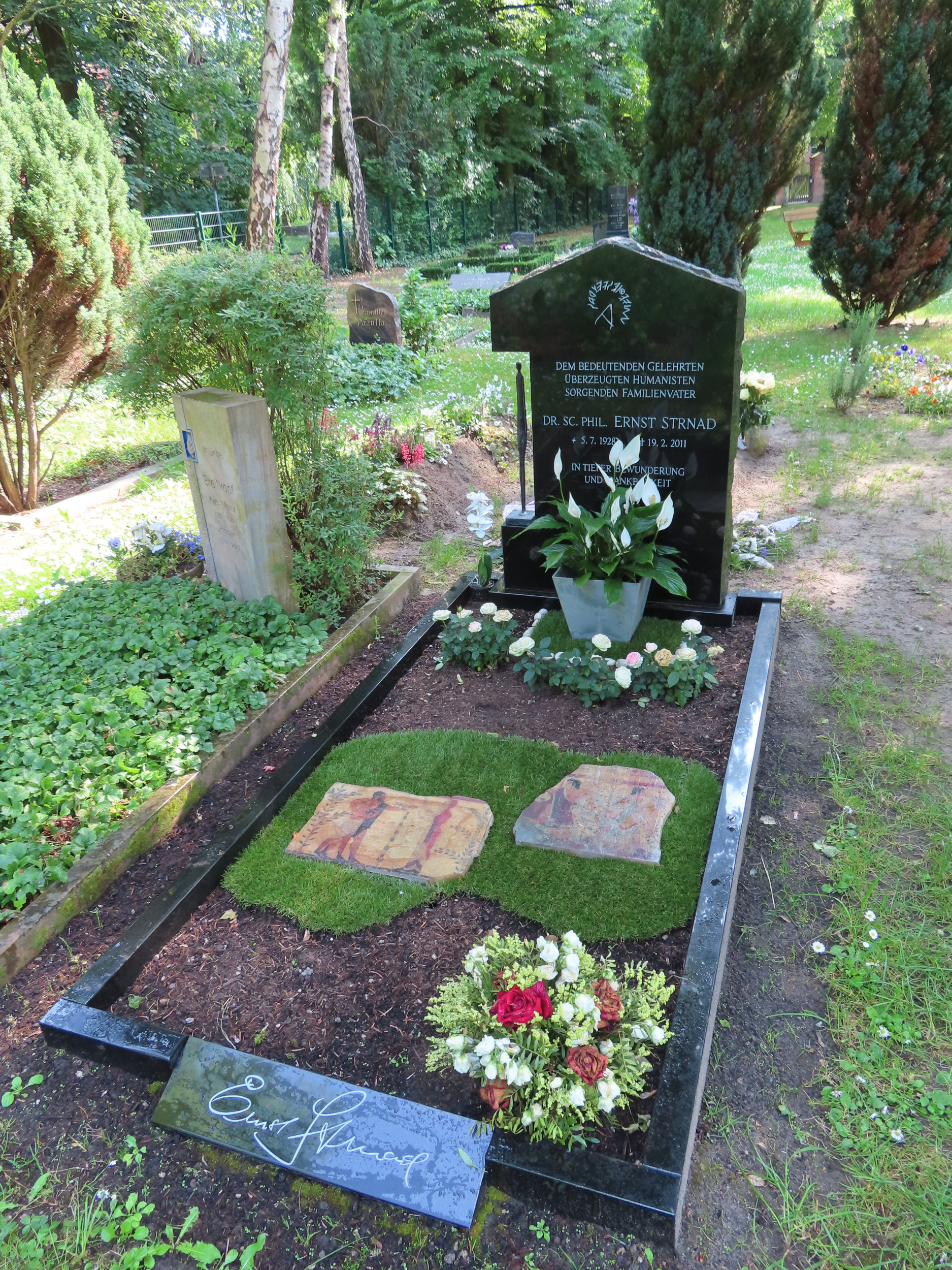
Grab von Ernst Strnad, Alter Friedhof Bernau bei Berlin

Ernst Strnad erlangte im Jahr 1947 sein Abitur und im Jahr 1951 ein Diplom in Volkswirtschaftslehre an der Humboldt-Universität zu Berlin. Zuvor fand er 1950 eine Anstellung als Lektor für Fremdsprachen im Verlag Die Wirtschaft.
Im Jahr 1968 wurde er an der Philosophischen Fakultät der Universität Rostock zum Dr. phil. promoviert und habilitierte sich über eine Berufung im Jahr 1980 an der Humboldt-Universität zu Berlin. Hier erhielt er den Auftrag für die Begründung eines Lehrstuhls für Etruskologie. 14 Jahre, bis 1994, war er hauptamtlich als Dozent tätig und trat im Alter von 66 Jahren in den Ruhestand. Als Sprachwissenschaftler beherrschte Ernst Strnad die Sprachen Latein, Italienisch, Arabisch und Russisch und nach seiner Emeritierung arbeitet er weiter freiberuflich als Historiker für Altertumswissenschaft mit Schwerpunkt Geschichte der Etrusker, Griechen und Römer.
Er veröffentlichte einige Aufsätze, die meisten davon sind in dem Sammelband Ausgewählte etruskologische Arbeiten zu finden, die er anlässlich des Etruskerkongresses am 26. Juli 1997 in Berlin veröffentlichte.

## Familie

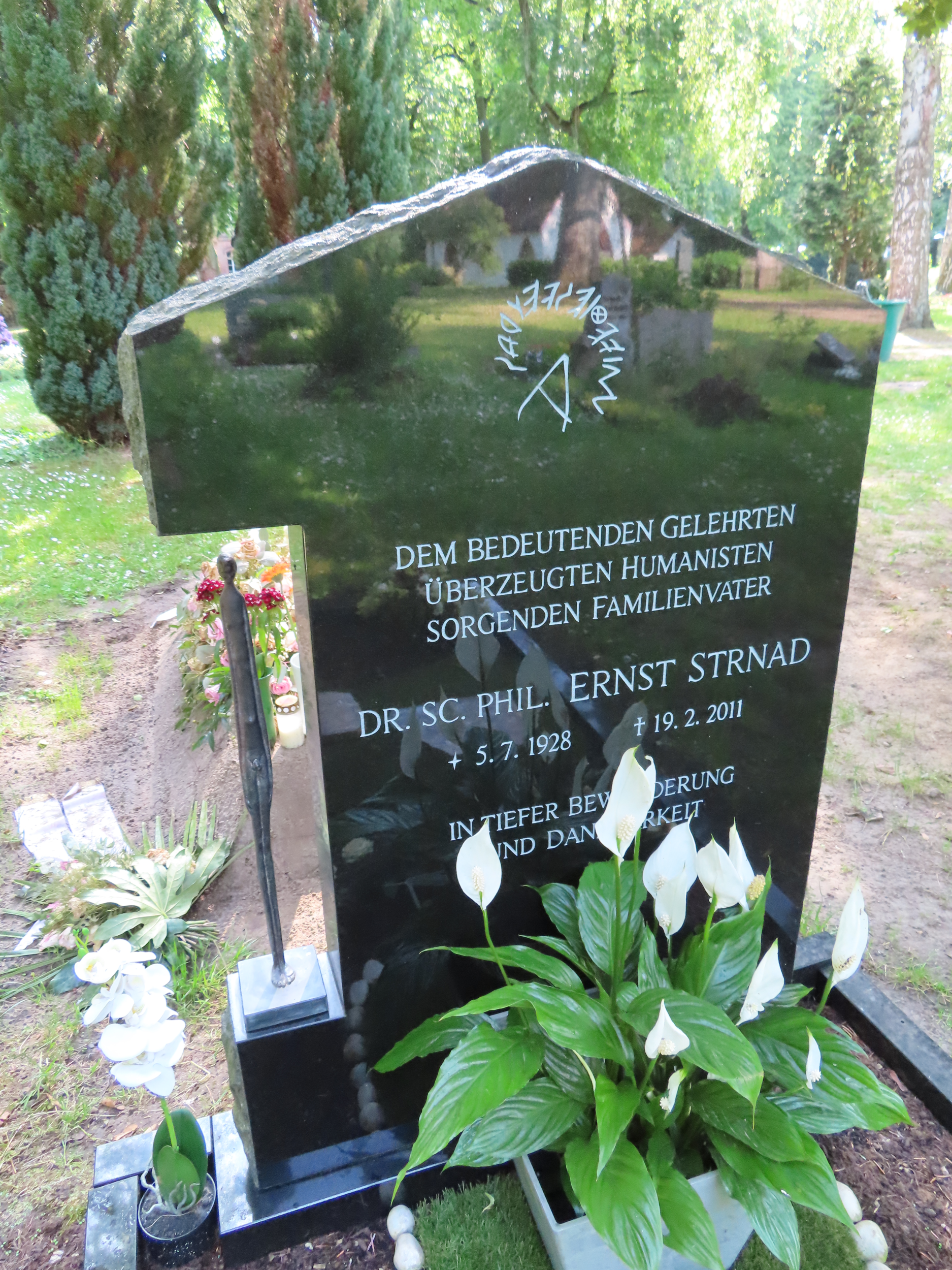
Grabstein von Ernst Strnad

Ernst Strnad heiratete am 28. Januar 1967 Galina Logvinovna Shkurenko und aus der Ehe ging ihre gemeinsame Tochter Jelena hervor.
Ernst Strnad starb am 19. Februar 2011. Seine letzte Ruhestätte befindet sich auf dem Alten Friedhof in Bernau bei Berlin in der Mühlenstraße.

## Veröffentlichungen (Auswahl)
- Der kubanische Staatshaushalt <vor und nach der Revolution>. Dissertation Rostock 1968 (maschinenschriftlich vervielfältigt).
- Die doppelte Sprachverwandtschaft des Etruskischen und erste Applikationsversuche zur Aufstellung eines ökonomischen Glossariums. Dissertation B, Humbold Universität zu Berlin 1979 (ungedruckt).
- Mythologische Reflexe ökonomischer Aktivitäten bei den Etruskern. In: Živa antika. Band 31, 1981, S. 113–116 (Digitalisat).
- Etruskische Geburts- und Heilgottheiten. In: Philologus. Band 127, 1983, S. 142–143.
- Nicht hera, sondern heram (Eine Nachlese zu den Goldblechen von Pyrgi). In: Živa antika. Band 35, 1985, S. 57–60 (Digitalisat).
- Einige Wasserbautechnische etruskische Begriffe. In: Živa antika. Band 36, 1986, S. 49–52 (Digitalisat).
- Sprachliche Zeugnisse orientalischer Herkunft der Etrusker. In: Die Welt der Etrusker. Internationales Kolloquium, 24.–26. Oktober 1988 in Berlin. Berlin 1991, ISBN 3-11-273172-7, S. 117–119 (Google Books).
- Miszellen eines Etruskologen. Selbstverlag, Bernau 1995.
- Die Wirtschaft der Etrusker. Selbstverlag, Bernau 1995.
- Ausgewählte etruskologische Arbeiten. Verlag Jürgen Gottschalk, Bernau 1996.
- Religion und Wissenschaften bei den Etruskern: Über Etruskische Disziplin und andere Lehren. LIT, Berlin 2001, ISBN 3-8258-2162-5.
- 2010 Sprachliche Spuren der Etrusker in ihren östlichen Einflussgebieten[3]

Übersetzungen (Auswahl)
- Anatolij I.  Lukʹjanov: Der Sowjetstaat und die gesellschaftlichen Organisationen.  Staatsverlag der DDR, Berlin 1963  (Übersetzung aus dem Russischen)
- Alle origini dell´ ideologia tedeska Nicolao Merker, Verlag Giuseppe Laterza & Figli Spa, Roma-Bari 1977 (Italienisch ins Deutsche übertragen von Ernst Strnad)
- Am Himmel über China 1937 bis 1940. Erinnerungen sowjetischer freiwilliger Flieger, Militärverlag der DDR, Berlin 1986 (ins Deutsche übertragen von Ernst Strnad (1. Auflage))
- Am Himmel über China 1937–1940. Erinnerungen sowjetischer freiwilliger Flieger, Kinderbuchverlag Berlin, Berlin 1989 (ins Deutsche übertragen von Ernst Strnad (2. Auflage))